# Alborz (ort i Qom)
Alborz (persiska: البرز) är en ort i Iran.   Den ligger i provinsen Qom, i den centrala delen av landet, 110 km söder om huvudstaden Teheran. Alborz ligger 870 meter över havet och antalet invånare är 136.
Terrängen runt Alborz är platt.Runt Alborz är det ganska tätbefolkat, med 100 invånare per kvadratkilometer. Närmaste större samhälle är Qom, 13,1 km sydväst om Alborz. Trakten runt Alborz är ofruktbar med lite eller ingen växtlighet.